# Муора-Бьолькьойо
Муора́-Бьолькьойо́ (рос. Муора-Бёлькёё) — невеликий острів в Оленьоцькій затоці моря Лаптєвих. Територіально відноситься до Якутії, Росія.
Розташований в центрі затоки, в дельті річки Оленьок. Знаходиться між островами Ісай-Бьолькьойо на північному заході та Тонголох-Бьолькьойо на півдні. Острів має овальну форму, простягається із заходу на схід. Вкритий болотами, оточений мілинами.
| Росія | Це незавершена стаття з географії Росії. Ви можете допомогти проєкту, виправивши або дописавши її. |